# Geometrische Reihe

Die geometrische Reihe für, oder konvergiert.

Eine geometrische Reihe ist die Reihe {\displaystyle \textstyle \sum _{k=0}^{\infty }a_{k}} einer geometrischen Folge {\displaystyle a_{n}}, sodass also zwei aufeinanderfolgende Reihenglieder stets dasselbe Verhältnis haben. Die Bezeichnung weist darauf hin, dass jeder Summand das geometrische Mittel aus Vorgänger und Nachfolger ist. Ein Beispiel einer geometrischen Reihe ist {\displaystyle 1+{\tfrac {1}{2}}+{\tfrac {1}{4}}+{\tfrac {1}{8}}+{\tfrac {1}{16}}+\cdots } mit Reihenwert {\displaystyle 2}. Ganz allgemein besitzt sie die Gestalt {\displaystyle a+aq+aq^{2}+aq^{3}+\cdots } mit einem Vorfaktor {\displaystyle a} und dem gemeinsamen Verhältnis {\displaystyle q\not =0}. In der Literatur wird jedoch häufig schlicht {\displaystyle a=1} gesetzt.
Bei geometrischen Reihen handelt es sich um Reihen „besonders einfacher Bauart“. In der Mathematik, besonders der Analysis, hat dies große Vorteile. Soll etwa eine bestimmte unendliche Reihe analysiert werden, die komplizierte Eigenschaften hat, so kann diese manchmal durch eine geometrische Reihe „imitiert“ werden, und diese Vereinfachung ermöglicht es schließlich doch, Aussagen zu treffen. Diese „Imitation“ ist zum Beispiel bezüglich allgemeiner Potenzreihen hinsichtlich Fragen der Konvergenz „fast perfekt“, was schließlich zum Begriff des Konvergenzradius führt, einer sehr aussagekräftigen Kenngröße dieser Reihen und damit der Funktionentheorie im Allgemeinen.
Allgemeine unendliche Reihen haben in verschiedensten Disziplinen Anwendungen, etwa in den Ingenieurswissenschaften oder der analytischen Zahlentheorie. Historisch entstanden ist die geometrische Reihe jedoch aus dem Bestreben heraus, die Flächen oder Volumina von Figuren (wie einer Parabel oder einem Tetraeder) durch „Ausschöpfen“ zu ermitteln. Die Idee hierbei ist, die Figur in sehr viele kleine Teile zu zerlegen, deren Flächeninhalte oder Volumina aber einfach ermittelt werden können, wie dies etwa bei Rechtecken oder Quadern der Fall ist. Das Volumen der komplizierten Figur ist dann im Grenzwert die gegebenenfalls unendliche Summe der immer kleiner werdenden, aber einfachen Volumina der Teilfiguren. In dieser Hinsicht kann die geometrische Reihe auch als Urahn der modernen Integralrechnung gesehen werden: Schon Pierre de Fermat konnte mit ihr erfolgreich die Kurve der Potenzfunktion {\displaystyle f(x)=x^{a}} für Hochzahlen {\displaystyle a>-1} integrieren.
Aufgrund der einfachen Gestalt der Summanden ist es möglich, die Partialsummen {\displaystyle \textstyle s_{n}:=\sum _{k=0}^{n}q^{k}} der zugehörigen geometrischen Reihe in geschlossener Form zu berechnen. Eine wichtige Tatsache ist ferner, dass die geometrische Reihe {\displaystyle \textstyle \sum _{k=0}^{\infty }q^{k}} genau dann konvergiert, falls {\displaystyle |q|<1} gilt. Ihr Grenzwert ist in diesem Falle
{\displaystyle \sum _{k=0}^{\infty }q^{k}={\frac {1}{1-q}}}.
Dabei ist es unerheblich, ob es sich bei {\displaystyle q} um eine reelle oder allgemeiner komplexe Zahl handelt.
Die geometrische Reihe zählt zu den wichtigsten Reihen überhaupt. Anwendungen hat sie als Majorante (etwa beim Beweis von Konvergenzkriterien wie dem Quotientenkriterium) und im Bereich der Potenzreihenentwicklungen rationaler Funktionen. Weitere Anwendungsbereiche sind die Rentenrechnung, Geometrie, Fourier-Analysis, Wahrscheinlichkeitstheorie (etwa hinsichtlich der geometrischen Verteilung) und Zahlentheorie. So spielt sie etwa bei der Herleitung des Euler-Produktes der Riemannschen Zeta-Funktion eine zentrale Rolle, woraus in letzter Konsequenz schließlich die Formulierung der Riemannschen Vermutung hervorgeht, eines der sieben Millennium-Probleme der Mathematik.

## Einführung
Unter einer Reihe versteht man anschaulich eine niemals endende Summe von Zahlen. Zum Beispiel kann die Dezimalschreibweise einer reellen Zahl als Reihe aufgefasst werden, etwa 
{\displaystyle {\frac {1}{3}}=0{,}333333\ldots =0{,}3+0{,}03+0{,}003+0{,}0003+0{,}00003+0{,}000003+\cdots }
oder auch die Kreiszahl {\displaystyle \pi }:
{\displaystyle \pi =3{,}14159\ldots =3+0{,}1+0{,}04+0{,}001+0{,}0005+0{,}00009+\cdots }.
Die durch die Punkte angedeuteten Summen enden niemals, da die Dezimalentwicklung von {\displaystyle {\tfrac {1}{3}}} periodisch und die Kreiszahl irrational ist. Es gibt Reihen, denen kein Wert zugeordnet werden kann, etwa Grandis Reihe
{\displaystyle 1-1+1-1+1-1+1-1+1-1+\cdots ,}
aber auch solche, die gegen einen Grenzwert konvergieren (wie die obigen Beispiele mit Grenzwerten {\displaystyle {\tfrac {1}{3}}} bzw. {\displaystyle \pi }).
Während die Dezimalentwicklung von {\displaystyle \pi } sehr irregulär ist, ist zum Beispiel im Fall {\displaystyle {\tfrac {1}{3}}} ein sehr reguläres Muster zu erkennen. Es handelt sich hier um ein erstes Beispiel einer geometrischen Reihe. Entscheidend ist, dass im Wesentlichen nur aufsteigende Potenzen derselben Basiszahl summiert werden. Die Basis ist in diesem Beispiel {\displaystyle {\tfrac {1}{10}}}:
{\displaystyle {\frac {1}{3}}=0{,}3+0{,}03+0{,}003+0{,}0003+0{,}00003+0{,}000003+\cdots =3\left({\frac {1}{10}}\right)+3\left({\frac {1}{10}}\right)^{2}+3\left({\frac {1}{10}}\right)^{3}+3\left({\frac {1}{10}}\right)^{4}+3\left({\frac {1}{10}}\right)^{5}+3\left({\frac {1}{10}}\right)^{6}+\cdots .}
Auch das oben schon genannte Beispiel {\displaystyle 1-1+1-1+\cdots =(-1)^{0}+(-1)^{1}+(-1)^{2}+(-1)^{3}+\cdots } ist in diesem Sinne eine divergente geometrische Reihe, ebenso wie die divergente Reihe
{\displaystyle 1+2+4+8+16+32+64+128+256+\cdots }
der sich stets verdoppelnden Zahlen. Was die geometrische Reihe für die Mathematik so wichtig macht, ist die Einfachheit ihrer Bauart. Damit ist zum Beispiel die Tatsache verbunden, dass es sehr leicht zu entscheiden ist, ob eine vorgelegte geometrische Reihe konvergiert oder divergiert und wie gegebenenfalls ihr Grenzwert aussieht. Gleichzeitig kommt sie mit diesen Eigenschaften bei der Untersuchung weit komplizierterer und allgemeinerer unendlicher Reihen zum Einsatz, bei denen diese Fragen zunächst schwer zu beantworten sind.

## Definition
Für reelle (oder komplexe) Zahlen {\displaystyle q} definiert man die geometrische Reihe als
{\displaystyle \sum _{n=0}^{\infty }q^{n}.}
Ihre Partialsummen sind also gegeben durch {\displaystyle \textstyle s_{n}=\sum _{k=0}^{n}q^{k}}, und die ersten Glieder sind
{\displaystyle 1,\quad 1+q,\quad 1+q+q^{2},\quad 1+q+q^{2}+q^{3},\quad \ldots }
In allgemeinerer Form wird für reelle (oder komplexe) Zahlen {\displaystyle a\not =0,q} die Reihe
{\displaystyle \sum _{n=0}^{\infty }aq^{n}=a+aq+aq^{2}+aq^{3}+\cdots =a\left(1+q+q^{2}+q^{3}+q^{4}+\cdots \right)}
auch als geometrische Reihe bezeichnet. Diese ist jedoch bis auf einen skalaren Faktor gleich der geometrischen Reihe {\displaystyle \textstyle \sum _{n=0}^{\infty }q^{n}}. Aus rein analytischer Sicht reicht es also aus, die Reihe {\displaystyle \textstyle \sum _{n=0}^{\infty }q^{n}} zu studieren, obwohl der Vorfaktor {\displaystyle a} in einigen geometrischen Anwendungen (hinsichtlich Skalierung) eine unentbehrliche Rolle spielt. Zu beachten ist zudem, dass die allgemeinere Form auch andere untere Summenindizes als {\displaystyle n=0} mit einschließt, wobei die dafür genutzte Skalierung jedoch von {\displaystyle q} abhängt. Mit der Wahl {\displaystyle a=cq^{\ell }} erhält man:
{\displaystyle \sum _{n=0}^{\infty }aq^{n}=c\sum _{n=0}^{\infty }q^{n+\ell }=c\sum _{n=\ell }^{\infty }q^{n}.}
Eine charakteristische Eigenschaft geometrischer Reihen mit ausschließlich positiven Größen, aus der sich auch die Benennung geometrisch ableitet, ist, dass jedes Reihenglied geometrisches Mittel von Vorgänger und Nachfolger ist. In der Tat hat man für {\displaystyle a_{n}:=cq^{n}} und {\displaystyle c,q>0}
{\displaystyle {\sqrt {a_{n-1}a_{n+1}}}={\sqrt {c^{2}q^{2n}}}=cq^{n}=a_{n}.}

## Konvergenzkriterium

Schematische Darstellung der Herleitung zur Formel der Partialsummen der geometrischen Reihe

Konvergenz der geometrischen Reihe für
Konvergenz der geometrischen Reihe auf der Zahlengeraden

Für {\displaystyle |q|<1} konvergiert die geometrische Reihe. Es gilt in diesem Fall
{\displaystyle \sum _{k=0}^{\infty }q^{k}=1+q+q^{2}+\dots ={\frac {1}{1-q}}}.
Bewiesen werden kann dies über Betrachtung der Partialsummen:
{\displaystyle s_{n}:=\sum _{k=0}^{n}q^{k}={\frac {1-q^{n+1}}{1-q}}},
und die letzte Gleichheit folgt aus
{\displaystyle (1-q)s_{n}=\sum _{k=0}^{n}q^{k}-\sum _{k=1}^{n+1}q^{k}=1-q^{n+1}.}
Es ist {\displaystyle q^{n}} für {\displaystyle |q|<1} eine Nullfolge, also gilt
{\displaystyle \lim _{n\to \infty }s_{n}=\lim _{n\to \infty }{\frac {1-q^{n+1}}{1-q}}={\frac {1-0}{1-q}}={\frac {1}{1-q}}}.
Es ist also {\displaystyle |q|<1} hinreichend für die Konvergenz der geometrischen Reihe. Zugleich ist dies jedoch auch notwendig: Für {\displaystyle |q|\geq 1} folgt die Divergenz der Reihe {\displaystyle \textstyle \sum _{n=0}^{\infty }q^{n}} aus dem Nullfolgenkriterium, da {\displaystyle q^{n}} in diesem Fall für {\displaystyle n\to \infty } nicht gegen 0 strebt.
- Konvergenz der geometrischen Reihe für {\displaystyle q={\tfrac {1}{2}}}
- Konvergenz der geometrischen Reihe {\displaystyle \textstyle {\tfrac {1}{2}}\sum _{k=0}^{\infty }({\tfrac {1}{2}})^{k}} auf der Zahlengeraden

Ein Quotient {\displaystyle q} mit {\displaystyle |q|\geq 1} ergibt eine divergente geometrische Reihe, z. B. für {\displaystyle q=2} und Startwert {\displaystyle 1}
{\displaystyle 1,~1+2,~1+2+4,~1+2+4+8,\dots } zusammengefasst also {\displaystyle 1,~3,~7,~15,\dots }.
Im Falle der hier abgebildeten Zweierpotenzen erscheinen stets die Mersenneschen Zahlen {\displaystyle s_{n}=2^{n+1}-1} als Werte der Summe.

## Geschichte

### Bei Zenon von Elea (490 v. Chr. bis 430 v. Chr.)
Im antiken Griechenland beschäftigte sich Zenon von Elea (ca. 490 v. Chr. bis 430 v. Chr.) bereits mit Paradoxien und Trugschlüssen, die beim Umgang mit dem Unendlichen entstehen können. Oft handelte es sich dabei um Gedankenexperimente im Umfeld von Raum, Zeit und Bewegung.

#### Teilungsparadoxon

Animation des Teilungsparadoxons über die Konvergenz der Reihe gegen 1. Mit jedem neuen Summanden wird der „Abstand“ zum Grenzwert halbiert.

Bereits vor ca. 2500 Jahren standen griechische Mathematiker vor einem Paradoxon, da sie glaubten, dass eine unendlich lange Liste von Zahlen, die alle größer als null sind, stets zu unendlich summiert wird. Deshalb erschien es paradox, als Zenon von Elea im Rahmen seines Teilungsparadoxons darauf hinwies, dass man, um von einem Ort zum anderen zu gelangen, zuerst die Hälfte der Strecke gehen muss, dann die Hälfte der verbleibenden Strecke und danach wieder die Hälfte der dann noch verbleibenden Strecke. Dieser Vorgang setzt sich unendlich oft fort, da man, egal wie klein die verbleibende Strecke ist, immer die erste Hälfte davon zurücklegen muss. Dadurch verwandelte Zenon von Elea eine kurze Strecke in eine unendlich lange Liste von halbierten Reststrecken, die allesamt größer als null sind. Das Problem bestand nun darin: Wie kann eine Strecke beschränkt (der Zielort ist offenbar endlich weit entfernt!) und gleichzeitig unendlich lang sein, da man eine unendlich lange Liste positiver Strecken summiert? Zenon selbst argumentierte, dass seine Überlegungen zeigten, dass eine Bewegung „unmöglich“ sei. Das Paradoxon zeigt hingegen, dass die Annahme, eine unendlich lange Liste von Zahlen größer als null summiere sich stets zu unendlich, falsch ist. In der Tat ist es unmittelbar mit der Zerlegung der 1 in die folgende unendliche, geometrische Reihe verknüpft:
{\displaystyle {\frac {1}{2}}+{\frac {1}{2^{2}}}+{\frac {1}{2^{3}}}+{\frac {1}{2^{4}}}+{\frac {1}{2^{5}}}+\cdots =1.}

#### Achilles und die Schildkröte

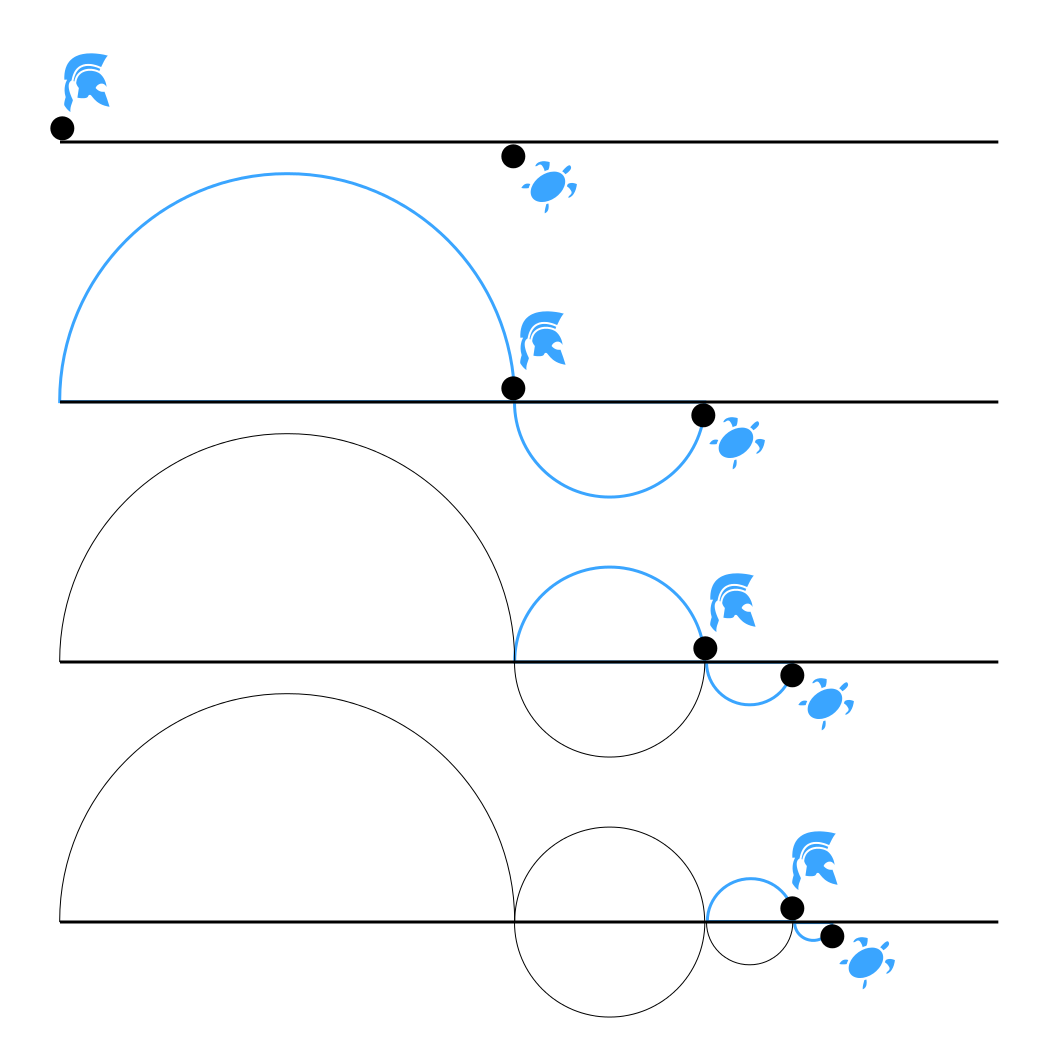
Grafische Veranschaulichung des Paradoxons von Achilles und der Schildkröte

Ein sehr anschauliches Beispiel für die Anwendung (und sogar Herleitung des Grenzwerts) der geometrischen Reihe ist die Geschichte von Achilles und der Schildkröte. Bekannt ist es als einer von mehreren bekannten Trugschlüssen, die Zenon von Elea zugeschrieben werden, und eines von vier Paradoxa, die Aristoteles in seiner Abhandlung Physik beschreibt.
Der für seine Schnelligkeit bekannte Athlet Achilles tritt in einem Wettlauf gegen eine langsame Schildkröte an. Beide starten zum selben Zeitpunkt, aber die Schildkröte erhält anfangs einen Vorsprung von zum Beispiel {\displaystyle 100\,{\text{m}}}. Obwohl Achilles mit einer um den Faktor {\displaystyle p}, mit {\displaystyle p>1}, höheren Geschwindigkeit als die der Schildkröte läuft, kann er sie scheinbar niemals einholen. Denn: Sobald Achilles {\displaystyle 100\,{\text{m}}} weit gelaufen ist, also den Punkt erreicht hat, an dem die Schildkröte gestartet ist, ist eine gewisse Zeit verstrichen. In dieser Zeit hat die Schildkröte die Strecke {\displaystyle {\tfrac {100\,{\text{m}}}{p}}} zurückgelegt. Achilles muss also die entsprechende Strecke weiterlaufen, um die Schildkröte einzuholen. Derweil hat die Schildkröte jedoch weitere {\displaystyle {\tfrac {100\,{\text{m}}}{p^{2}}}} zurückgelegt. Achilles hat die Schildkröte immer noch nicht eingeholt. Er läuft entsprechend weiter, muss nun allerdings feststellen, dass die Schildkröte in der Zwischenzeit abermals eine gewisse Strecke zusätzlich zurückgelegt hat; dieses Mal sind es {\displaystyle {\tfrac {100\,{\text{m}}}{p^{3}}}}. Dieses Spiel setzt sich unendlich oft fort.
Der Punkt {\displaystyle x}, an welchem Achilles die Schildkröte endlich einholen wird, ist gegeben durch die unendliche Summe (Einheit stets in Metern)
{\displaystyle x=100+{\frac {100}{p}}+{\frac {100}{p^{2}}}+{\frac {100}{p^{3}}}+\dots =100\sum _{k=0}^{\infty }p^{-k}.}
Alternativ kann {\displaystyle x} durch das Aufstellen zweier linearer Gleichungen bestimmt werden. Es sind
{\displaystyle {\begin{aligned}s_{\text{S}}(t)&:=v\,t+100\quad {\text{bzw.}}\\s_{\text{A}}(t)&:=p\,v\,t\end{aligned}}}
die Bewegungsgleichungen der Schildkröte bzw. von Achilles, wobei {\displaystyle v} die Geschwindigkeit der Schildkröte und {\displaystyle t} die verstrichene Zeit ist. Es wird die {\displaystyle t}-Koordinate des Schnittpunkts von {\displaystyle s_{\text{S}}(t)} und {\displaystyle s_{\text{A}}(t)} gesucht. Durch Gleichsetzen erhält man für die Strecke 
{\displaystyle x=p\,v\,t={\frac {100}{1-{\tfrac {1}{p}}}}.}
Der Wert ist endlich; Achilles wird die Schildkröte also doch einholen (womit sich das scheinbare Paradoxon auflöst). Wird diese Lösung mit derjenigen von oben verglichen, so findet man
{\displaystyle 100\sum _{k=0}^{\infty }p^{-k}={\frac {100}{1-{\frac {1}{p}}}},\quad } oder äquivalent {\displaystyle \quad \sum _{k=0}^{\infty }q^{k}={\frac {1}{1-q}},}
wobei im letzten Schritt auf beiden Seiten durch {\displaystyle 100} geteilt und die Variable {\displaystyle q:={\tfrac {1}{p}}}, mit {\displaystyle 0<q<1}, eingeführt wurde.

### Euklid (ca. 300 v. Chr.)
Euklid hat in seinen Elementen wichtige Beiträge zur Erforschung der geometrischen Reihe geleistet, insbesondere in Buch VIII und IX. Seine Arbeit legte den Grundstein für spätere Entwicklungen in diesem Bereich der Mathematik. Proposition 35 im Buch IX der Elemente befasst sich mit der Summe einer geometrischen Reihe. Euklid stellt hier einen allgemeinen Satz über geometrische Reihen auf, ohne jedoch den Begriff geometrische Reihe explizit zu verwenden. Die Proposition besagt sinngemäß: Wenn man eine Reihe von Zahlen hat, bei der jede Zahl ein konstantes Vielfaches der vorherigen ist (also eine geometrische Folge), und man die Summe aller Zahlen bis zu einem bestimmten Punkt bildet, dann steht diese Summe in einem bestimmten Verhältnis zur letzten Zahl der Reihe. Euklid beweist diesen Satz geometrisch, was typisch für seine Herangehensweise ist. Obwohl Euklid den Satz nicht in der heute geläufigen algebraischen Form darstellt, enthält seine Proposition im Kern die Formel für die Summe einer geometrischen Reihe.
| Details zu Euklids Ausführungen zur geometrischen Reihe (mit Originaltext und Übersetzung) | |
| Euklids Ausführung kann wie folgt ins Deutsche übersetzt werden: | |
| Originaltext (griechisch) | Übersetzung |
| Εὰν ὦσιν ὁσοιδηποτοῦν ἀριθμοὶ ἑξῆς ἀνάλογον, ἀφαι- ρεθῶσι δὲ ἀπό τε τοῦ δευτέρου καὶ τοῦ ἐσχάτου ἴσοι τῷ πρώτῳ, ἔσται ὡς ἡ τοῦ δευτέρου ὑπεροχὴ πρὸς τὸν πρῶτον, οὕτως ἡ τοῦ ἐσχάτου ὑπεροχὴ πρὸς τοὺς πρὸ ἑαυτοῦ πάντας. ῎Εστωσαν ὁποσοιδηποτοῦν ἀριθμοὶ ἑξῆς ἀνάλογον οἱ Α, ΒΓ, Δ, ΕΖ ἀφχόμενοι ἀπὸ ἐλαχίστου τοῦ Α, καὶ ἀφῃρήσθω ἀπὸ τοῦ ΒΓ καὶ τοῦ ΕΖ τῲ Α ἴσος ἑκάτερος τῶν ΒΗ, ΖΘ· λέγω, ὅτι ἐστὶν ὡς ὁ ΗΓ πρὸς τὸν Α, οὕτως ὁ ΕΘ πρὸς τοὺς Α, ΒΓ, Δ. ΚείσθωγὰρτῷμὲνΒΓἴσοςὁΖΚ,τῷδὲΔἴσοςὁΖΛ. καὶ ἐπεὶ ὁ ΖΚ τῷ ΒΓ ἴσος ἐστίν, ὧν ὁ ΖΘ τῷ ΒΗ ἴσος ἐστίν, λοιπὸς ἄρα ὁ ΘΚ λοιπῷ τῷ ΗΓ ἐστιν ἴσος. καὶ ἐπεί ἐστιν ὡς ὁΕΖπρὸςτὸνΔ,οὕτωςὁΔπρὸςτὸνΒΓκαὶὁΒΓπρὸς τὸνΑ,ἴσοςδὲὁμὲνΔτῷΖΛ,ὁδὲΒΓτῷΖΚ,ὁδὲΑτῷ ΖΘ,ἔστινἄραὡςὁΕΖπρὸςτὸνΖΛ,οὕτωςὁΛΖπρὸςτὸν ΖΚ καὶ ὁ ΖΚ πρὸς τὸν ΖΘ. διελόντι, ὡς ὁ ΕΛ πρὸς τὸν ΛΖ, οὕτως ὁ ΛΚ πρὸς τὸν ΖΚ καὶ ὁ ΚΘ πρὸς τὸν ΖΘ. ἔστιν ἄρα καὶ ὡς εἷς τῶν ἡγουμένων πρὸς ἕνα τῶν ἑπομένων, οὕτως ἅπαντες οἱ ἡγούμενοι πρὸς ἅπαντας τοὺς ἑπομένους· ἔστιν ἄρα ὡς ὁ ΚΘ πρὸς τὸν ΖΘ, οὕτως οἱ ΕΛ, ΛΚ, ΚΘ πρὸς τοὺςΛΖ,ΖΚ,ΘΖ.ἴσοςδὲὁμὲνΚΘτῷΓΗ,ὁδὲΖΘτῷ Α,οἱδὲΛΖ,ΖΚ,ΘΖτοὶςΔ,ΒΓ,Α·ἔστινἄραὡςὁΓΗ πρὸςτὸνΑ,οὕτωςὁΕΘπρὸςτοὺςΔ,ΒΓ,Α.ἔστινἄρα ὡς ἡ τοῦ δευτέρου ὑπεροχὴ πρὸς τὸν πρῶτον, οὕτως ἡ τοῦ ἐσχάτου ὑπεροχὴ πρὸς τοὺς πρὸ ἑαυτοῦ πάντας· ὅπερ ἔδει δεῖξαι. | Wird vom zweiten und vom letzten Glied einer fortlaufend gleichen Proportion eine Zahl gleich dem ersten Glied subtrahiert, dann verhält sich der Rest des zweiten zum ersten Glied wie der Rest des letzten Glieds zur Summe aus den übrigen Gliedern. Wenn die Zahlen A, BC, D, EF mit der davon kleinsten Zahl A in fortlaufend gleicher Proportion stehen und von BC, EF, die der A gleichen Zahlen BG, FH subtrahiert werden, dann, sage ich, verhält sich GC zu A wie EH zur Summe aus A, BC, D. Denn ist die Zahl FK gleich BC und die Zahl FL gleich D, dann ist FK gleich BC und FH gleich BG, somit HK gleich GC. Damit verhält sich EF zu D wie D zu BC und wie BC zu A. Da D gleich FL, da BC gleich FK und da A gleich FH ist, verhält sich EF zu FL wie LF zu FK und wie FK zu FH. Es verhält sich nach Verkleinerung der Verhältnisse [wie V. Erklärung 15.] EL zu LF wie LK zu FK und wie KH zu FH. Da sich in einer Proportion die erste zur zweiten Zahl verhält wie die Summe der Vorderglieder zur Summe der Hinterglieder [wie VII.12.], verhält sich KH zu FH wie die Summe aus EL, LK, KH zur Summe aus LF, FK, HF. Da KH gleich CG und FH gleich A ist, ist die Summe aus LF, FK, HF gleich der Summe aus D, BC, A. Also verhält sich CG zu A wie EH zur Summe aus D, BC, A. Deshalb verhält sich der Rest aus dem zweiten Glied zum ersten wie der Rest aus dem letzten zur Summe aus den übrigen Gliedern, was zu zeigen war. |
| - Darstellung zu Euklids Ausführungen | |

### Archimedes (287 v. Chr. bis 212 v. Chr.)

Archimedes’ Zerlegung eines Parabel-Segments in unendlich viele Dreiecke

Archimedes (287 v. Chr. bis 212 v. Chr.) benutzte die Summe einer geometrischen Reihe, um die von einer Parabel und einer Geraden eingeschlossene Fläche zu berechnen. Seine Methode bestand darin, die Fläche in eine unendliche Anzahl von Dreiecken zu zerlegen. Das Theorem von Archimedes besagt, dass die gesamte Fläche unter der Parabel {\displaystyle {\tfrac {4}{3}}} der Fläche des blauen Dreiecks im Bild beträgt.
Archimedes stellte fest, dass jedes grüne Dreieck {\displaystyle {\tfrac {1}{8}}} der Fläche des blauen Dreiecks hat, jedes gelbe Dreieck {\displaystyle {\tfrac {1}{8}}} der Fläche eines grünen Dreiecks und so weiter. Nimmt man an, das blaue Dreieck habe die Fläche 1, dann ergibt die gesamte Fläche eine unendliche Summe:
{\displaystyle 1+2\left({\frac {1}{8}}\right)+4\left({\frac {1}{8}}\right)^{2}+8\left({\frac {1}{8}}\right)^{3}+\cdots .}
Der erste Term repräsentiert die Fläche des blauen Dreiecks, der zweite Term die Flächen der zwei grünen Dreiecke, der dritte Term die Flächen der vier gelben Dreiecke und so weiter. Die Brüche vereinfacht ergeben
{\displaystyle 1+{\frac {1}{4}}+{\frac {1}{16}}+{\frac {1}{64}}+\cdots .}
Dies ist eine geometrische Reihe mit dem Verhältnis {\displaystyle {\tfrac {1}{4}}} und der Bruchteil ist gleich
{\displaystyle \sum _{n=0}^{\infty }\left({\frac {1}{4}}\right)^{n}=1+{\frac {1}{4}}+{\frac {1}{4^{2}}}+{\frac {1}{4^{3}}}+\cdots ={\frac {1}{1-{\frac {1}{4}}}}={\frac {4}{3}}.}
Diese Berechnung verwendet die Exhaustionsmethode, eine frühe Version der Integration. Mit Hilfe der Analysis könnte dieselbe Fläche durch ein bestimmtes Integral gefunden werden. Allerdings lässt sich die Approximation von Flächen durch Dreiecke nur für sehr spezielle Kurven anwenden.

### Nicole Oresme (1350)

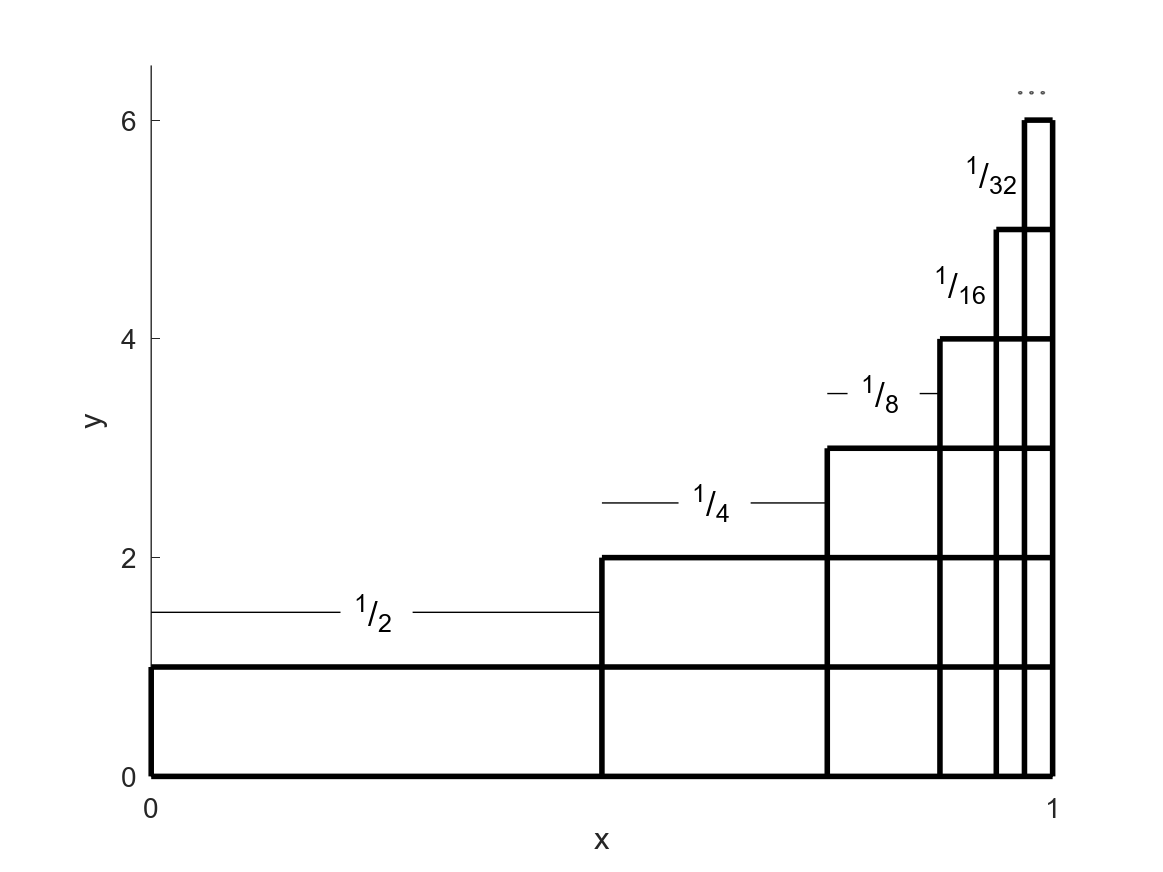
Illustration der „zweidimensionalen geometrischen Reihe“, die gegen den Grenzwert 2 konvergiert

Analoge Illustration für

Auch Nicole Oresme beschäftigte sich mit der Theorie unendlicher Reihen und fand etwa einen einfachen Beweis der Divergenz der harmonischen Reihe. Darüber hinaus wurde im Jahr 1350 von ihm bewiesen, dass die Reihe
{\displaystyle {\frac {1}{2}}+{\frac {2}{4}}+{\frac {3}{8}}+{\frac {4}{16}}+{\frac {5}{32}}+{\frac {6}{64}}+{\frac {7}{128}}+\cdots +{\frac {n}{2^{n}}}+\cdots }
gegen den Wert 2 konvergiert, die eng verwandt zur geometrischen Reihe ist. Sein Diagramm für seinen geometrischen Beweis, ähnlich dem benachbarten Diagramm, zeigt eine „zweidimensionale geometrische Reihe“. Die erste Dimension ist horizontal und zeigt in der unteren Reihe die geometrische Reihe
{\displaystyle S={\frac {1}{2}}+{\frac {1}{4}}+{\frac {1}{8}}+{\frac {1}{16}}+{\frac {1}{32}}+\cdots ,}
die die geometrische Reihe mit dem Koeffizienten {\displaystyle a={\tfrac {1}{2}}} und dem gemeinsamen Verhältnis {\displaystyle r={\tfrac {1}{2}}} ist, die gegen 1 konvergiert. Die zweite Dimension ist vertikal, wobei die untere Reihe ein neuer Koeffizient {\displaystyle a_{T}} ist, der {\displaystyle S} entspricht, und jede nachfolgende Reihe darüber um dasselbe gemeinsame Verhältnis {\displaystyle r={\tfrac {1}{2}}} skaliert wird, wodurch eine weitere geometrische Reihe entsteht,
{\displaystyle T=1+{\frac {1}{2}}+{\frac {1}{4}}+{\frac {1}{8}}+{\frac {1}{16}}+\cdots ,}
die die geometrische Reihe mit dem Koeffizienten {\displaystyle a_{T}=S=1} und dem gemeinsamen Verhältnis {\displaystyle r={\tfrac {1}{2}}} ist, die insgesamt gegen
{\displaystyle T={\frac {a_{T}}{1-r}}={\frac {S}{1-r}}={\frac {1}{1-{\frac {1}{2}}}}=2}
konvergiert.

### Fermat (1636)
Pierre de Fermat nutzte die geometrische Reihe im Jahr 1636 für die Berechnung des Integrals
{\displaystyle \int _{0}^{B}x^{a}\mathrm {d} x}
für {\displaystyle a>-1} und {\displaystyle B>0}. Dabei ging er wie folgt vor: Zunächst zerlegte er den Definitionsbereich {\displaystyle (0,B)} des Integranden {\displaystyle x^{a}} für {\displaystyle 0<\theta <1} in Einzelteile mit Abschnitten
{\displaystyle B,\quad B\theta ,\quad B\theta ^{2},\quad \ldots .}
Die entsprechenden Funktionswerte sind dann
{\displaystyle B^{a},\quad B^{a}\theta ^{a},\quad B^{a}\theta ^{2a},\quad \ldots }
Fermat approximierte den Flächeninhalt über die Obersumme der entsprechenden Rechtecke:
{\displaystyle (B-B\theta )B^{a}+(B\theta -B\theta ^{2})B^{a}\theta ^{a}+(B\theta ^{2}-B\theta ^{3})B^{a}\theta ^{2a}+\cdots =B^{a+1}(1-\theta )(1+\theta ^{a+1}+\theta ^{2a+2}+\cdots )=B^{a+1}{\frac {1-\theta }{1-\theta ^{a+1}}}.}
Nun gilt bei Verfeinerung der Unterteilung {\displaystyle \theta \to 1^{-}}
{\displaystyle B^{a+1}{\frac {1-\theta }{1-\theta ^{a+1}}}{\overset {\theta \to 1^{-}}{\longrightarrow }}{\frac {B^{a+1}}{a+1}},}
was man zum Beispiel mit der Regel von L’Hospital sieht. Damit schloss Fermat das (korrekte) Ergebnis
{\displaystyle \int _{0}^{B}x^{a}\mathrm {d} x={\frac {B^{a+1}}{a+1}}.}
Zu beachten ist, dass die Methode schon bei der Hyperbel {\displaystyle y=x^{-1}} nicht mehr funktioniert.

### Bedeutung für die Entwicklung der modernen Theorie unendlicher Reihen
Im 18. Jahrhundert war das unbedarfte Rechnen mit divergenten unendlichen Reihen noch sehr verbreitet. So gaben etwa Leonhard Euler und auch Joseph-Louis Lagrange die „Identität“
{\displaystyle \cos(x)+\cos(2x)+\cos(3x)+\cdots =-{\frac {1}{2}}}
an, obwohl sich die Summe zur Linken keinem Grenzwert nähert. Auf den Wert {\displaystyle -{\tfrac {1}{2}}} stießen sie dabei formal über Manipulationen auch basierend auf der geometrischen Reihe. Dieses Prozedere wurde jedoch unter anderem von Jean-Baptiste le Rond d’Alembert kritisiert. Als Reaktion auf die Kritik fragte Lagrange, ob „für eine unendliche geometrische Reihe wie {\displaystyle 1+x+x^{2}+\cdots }“ nicht stets „der Term {\displaystyle {\tfrac {1}{1-x}}} substituiert“ werden könne, obwohl Gleichheit „nur dann herrsche, wenn das Glied {\displaystyle x^{\infty }} gleich 0 wäre“.
In eine ähnliche Richtung geht die nach Guido Grandi benannte Grandi-Reihe
{\displaystyle 1-1+1-1+1-1+\cdots ={\frac {1}{2}},}
die er 1703 mit geometrischen Methoden rechtfertigte. Heuristisch wird diese durch die geometrischen Reihen
{\displaystyle {\frac {1}{1+x}}=1-x+x^{2}-x^{3}+\cdots }
und
{\displaystyle {\frac {1}{1+x^{2}}}=1-x^{2}+x^{4}-x^{6}+\cdots }
an „der Stelle {\displaystyle x=1}“ erklärt. Erst später konnten solche in der mathematischen Strenge falschen Aussagen in eine rigorose Theorie eingebettet werden. Im Laufe des 20. Jahrhunderts wurde unter anderem eine solche „strenge“ Theorie der divergenten Reihen, unter Vorbehalt gewisser Voraussetzungen, aufgebaut. Bei diesen Limitierungsverfahren wird, unter Berücksichtigung des quantitativen Verständnisses von Reihen, durch Limesbildung der Konvergenzbegriff verallgemeinert, sodass die Klasse „konvergenter Reihen“ ausgedehnt wird.

## Anwendungen

### Rentenrechnung
Angenommen, man zahlt am Anfang eines jeden Jahres 2000 € bei einer Bank ein und die Zinsen liegen bei 5 % [d. h. der Zinsfaktor ist: {\displaystyle 1+(5/100)=1{,}05}]. Wie viel Geld hat man am Ende des fünften Jahres?
Das im ersten Jahr eingezahlte Geld wird fünf Jahre lang verzinst, man erhält dafür am Ende inklusive Zinseszins {\displaystyle 2000\cdot 1{,}05^{5}} €. Das im zweiten Jahr eingezahlte Geld wird nur noch vier Jahre verzinst und so weiter. Insgesamt ergibt sich dann durch die Rentenrechnung nach fünf Jahren ein angesparter Betrag von
{\displaystyle {\begin{aligned}&2\,000\cdot 1{,}05^{5}+2\,000\cdot 1{,}05^{4}+2\,000\cdot 1{,}05^{3}+2\,000\cdot 1{,}05^{2}+2\,000\cdot 1{,}05^{1}\\&\quad =2\,000\cdot 1{,}05\cdot (1{,}05^{4}+1{,}05^{3}+1{,}05^{2}+1{,}05^{1}+1{,}05^{0})\\&\quad =2\,000\cdot 1{,}05\cdot \sum _{k=0}^{4}1{,}05^{k}\\&\quad =2\,000\cdot 1{,}05\cdot {\frac {1{,}05^{4+1}-1}{1{,}05-1}}\\&\quad =11\,603{,}826\end{aligned}}}
Durch Zinsen hat sich das Kapital somit um 1603,83 € erhöht. Beim Nachrechnen von Kontoauszügen ist zu bedenken, dass im Bankenwesen nicht mathematisch gerundet wird.
Zum Vergleich: Würden nicht Jahr für Jahr je 2000 € eingezahlt, sondern gleich von Beginn an die ganzen 10000 € über 5 Jahre bei 5 % Zinsen angelegt, so wäre der Endbetrag
{\displaystyle 10\,000\cdot 1{,}05^{5}=12\,762{,}8156},
also ein Kapitalertrag von 2762,82 €.
Allgemein gilt: Beträgt die Einlage am Anfang jedes Jahres {\displaystyle a_{0}}, der
Zinsfaktor {\displaystyle q} und die Laufzeit {\displaystyle n} Jahre, dann ist der Endwert
{\displaystyle a_{0}\sum _{k=1}^{n}q^{k}=a_{0}q{\frac {q^{n}-1}{q-1}}}.

### Periodische Dezimalbrüche
Periodische Dezimalbruchentwicklungen enthalten eine geometrische Reihe, welche mit den obigen Formeln wieder in einen Bruch umgewandelt werden kann.
Beispiel 1:
{\displaystyle {\begin{aligned}0{,}2{\overline {67}}&={\frac {2}{10}}+{\frac {67}{1000}}\cdot \sum _{k=0}^{\infty }\left({\frac {1}{100}}\right)^{k}={\frac {2}{10}}+{\frac {67}{1000}}\cdot {\frac {1}{1-{\frac {1}{100}}}}\\&={\frac {2}{10}}+{\frac {67}{1000}}\cdot {\frac {100}{99}}={\frac {2}{10}}+{\frac {67}{990}}={\frac {265}{990}}={\frac {53}{198}}.\end{aligned}}}
Beispiel 2:
{\displaystyle 0{,}{\overline {9}}={\frac {9}{10}}+{\frac {9}{100}}+{\frac {9}{1000}}+\dotsb ={\frac {9}{10}}\cdot \sum _{k=0}^{\infty }\left({\frac {1}{10}}\right)^{k}={\frac {9}{10}}\cdot {\frac {1}{1-{\frac {1}{10}}}}={\frac {9}{10}}\cdot {\frac {10}{9}}=1.}
Verallgemeinern lässt sich dies auf sog. g-ale Entwicklungen: Ist eine ganze Zahl {\displaystyle g\geq 2} fest gewählt und {\displaystyle x_{k}\in \{0,\ldots g-1\}} eine Folge, so heißt
{\displaystyle x=\sum _{k=1}^{\infty }x_{k}g^{-k}}
die g-ale Entwicklung der reellen Zahl {\displaystyle x}. Wegen der Abschätzung
{\displaystyle 0\leq \sum _{k=1}^{\infty }x_{k}g^{-k}\leq (g-1)\sum _{k=1}^{\infty }g^{-k}=1},
welche die geometrische Reihe nutzt, gilt zudem {\displaystyle x\in [0,1]}. Dies kann dazu verwendet werden, die Überabzählbarkeit der reellen Zahlen zu zeigen.

### Wahrscheinlichkeitstheorie

#### Geometrische Verteilung

Wahrscheinlichkeiten sind Konzepte der Maßtheorie und können damit als „Teilvolumina“ des „Ganzen mit Volumen Eins“ gesehen werden. Sie messen Plausibilität. Das Quadrat mit Fläche = 1 repräsentiert „alles, was möglich ist“. Bildlich wird die Unterteilung der verschiedenen Ausgänge des Spiels gezeigt. Die Flächen korrespondieren zu den Summanden der normalisierten geometrischen Reihe, und die Plausibilität nimmt ab.

Die geometrische Reihe kommt bei der namensverwandten geometrischen Verteilung zum Einsatz. Diese modelliert ein beliebig häufig wiederholtes Bernoulli-Experiment mit möglichen Ausgängen
- „Erfolg“ mit Wahrscheinlichkeit {\displaystyle r}
- „Misserfolg“ mit Wahrscheinlichkeit {\displaystyle 1-r}.

In einem Spiel wird Runde für Runde so lange gespielt, bis ein Erfolg vorliegt (womit das Spiel endet). Liegt sofort ein Erfolg vor, korrespondiert dies zu der Wahrscheinlichkeit {\displaystyle r}, bei einem Misserfolg und einem anschließenden Erfolg ist es {\displaystyle (1-r)r}. Allgemein bezieht sich {\displaystyle (1-r)^{n}r} auf {\displaystyle n} Misserfolge hintereinander mit einem anschließenden Erfolg in der {\displaystyle n+1}-ten Runde. Bei positiver Erfolgswahrscheinlichkeit {\displaystyle r>0} wird fast sicher irgendwann mal ein Erfolg eintreffen; gleichzeitig repräsentieren die {\displaystyle r^{n}(1-r)} alle unterschiedliche Ereignisse. Damit erhält die geometrische Reihe eine probabilistische Interpretation:
{\displaystyle r+(1-r)r+(1-r)^{2}r+(1-r)^{3}r+(1-r)^{4}r+\cdots =1.}

#### Ruin des Spielers
Die geometrische Reihe spielt auch beim sogenannten Ruin des Spielers eine zentrale Rolle. Ausgangspunkt ist ein Spiel zwischen einem Spieler und der Bank, das in mehreren Runden ausgetragen wird. Jede Runde läuft unabhängig von der vorherigen ab und mit Wahrscheinlichkeit {\displaystyle p} gewinnt der Spieler einen Euro in einer Runde. Entsprechend verliert der Spieler mit der Gegenwahrscheinlichkeit {\displaystyle q=1-p} einen Euro in einer Runde gegen die Bank. Angenommen wird, dass der Spieler mit einem Kapital von {\displaystyle i>0} Euro startet und die Bank {\displaystyle a-i>0} an Kapital besitzt (womit das gesamte Kapitalvolumen aus Spieler und Bank {\displaystyle i+a-i=a} beträgt). Die Frage ist, mit welcher Wahrscheinlichkeit {\displaystyle q_{i}} der Spieler verlieren wird, also sein Kapital komplett verbraucht; die Bank verliert, wenn der Spieler irgendwann {\displaystyle a} Euro besitzt, ohne davor pleitegegangen zu sein. Über die geometrische Reihe kann man diese Wahrscheinlichkeit in Abhängigkeit von {\displaystyle p}, {\displaystyle a} und {\displaystyle i} ausdrücken:
{\displaystyle q_{i}=1-{\frac {({\frac {p}{q}})^{a-i}-({\frac {p}{q}})^{a}}{1-({\frac {p}{q}})^{a}}}.}

### Geometrie

#### Volumina geometrischer Figuren

Illustration der Flächenberechnung eines gleichseitigen Dreiecks mit der Exhaustionsmethode

Besonders im historischen Kontext wurde die geometrische Reihe dazu verwendet, durch die Exhaustionsmethode (d. h. kontinuierliches Ausschöpfen) die Volumina (sowohl Flächen als auch räumlich) diverser Figuren zu ermitteln. Mehr Details finden sich im Abschnitt Geschichte.
Das große gleichseitige Dreieck {\displaystyle ABC}, dessen Flächeninhalt ohne Beschränkung der Allgemeinheit als {\displaystyle 1} angenommen wird, setzt sich aus drei flächengleichen unendlichen Folgen gleichseitiger Dreiecke (rot, gelb, blau) zusammen, deren Grenzwerte jeweils {\displaystyle {\tfrac {1}{3}}}mal so groß sind wie das Dreieck {\displaystyle ABC} im Bild. Wegen der Selbstähnlichkeit der Dreiecke {\displaystyle ABC}, {\displaystyle A_{1}B_{1}C}, {\displaystyle A_{2}B_{2}C}, … und ihrer Mittendreieck-Eigenschaften besitzt jede der drei Dreiecksfolgen den Grenzwert
{\displaystyle \sum _{k=1}^{\infty }\left({\frac {1}{4}}\right)^{k}}.
Also gilt
{\displaystyle \sum _{k=1}^{\infty }\left({\frac {1}{4}}\right)^{k}={\frac {1}{3}}}.

#### Fraktale

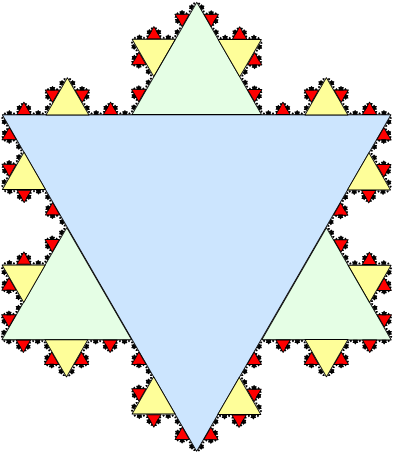
Das Innere der Kochschen Schneeflocke ist eine Vereinigung unendlich vieler Dreiecke. Bei der Untersuchung von Fraktalen treten geometrische Reihen häufig als Umfang, Fläche oder Volumen einer selbstähnlichen Figur auf.

Die Fläche innerhalb der Kochschen Schneeflocke kann als Vereinigung von unendlich vielen gleichseitigen Dreiecken beschrieben werden (siehe Abbildung). Jede Seite des grünen Dreiecks ist genau {\displaystyle {\tfrac {1}{3}}} so groß wie eine Seite des großen blauen Dreiecks und hat daher genau {\displaystyle {\tfrac {1}{9}}} der Fläche. Ebenso hat jedes gelbe Dreieck {\displaystyle {\tfrac {1}{9}}} der Fläche eines grünen Dreiecks und so weiter. Wenn man das blaue Dreieck als Einheit der Fläche nimmt, ergibt die gesamte Fläche der Schneeflocke
{\displaystyle 1+3\left({\frac {1}{9}}\right)+12\left({\frac {1}{9}}\right)^{2}+48\left({\frac {1}{9}}\right)^{3}+\cdots .}
Der erste Term dieser Reihe repräsentiert die Fläche des blauen Dreiecks, der zweite Term die Gesamtfläche der drei grünen Dreiecke, der dritte Term die Gesamtfläche der zwölf gelben Dreiecke und so weiter. Abgesehen von der anfänglichen 1 ist diese Reihe geometrisch mit einem konstanten Verhältnis {\displaystyle r={\tfrac {4}{9}}}. Der erste Term der geometrischen Reihe ist {\displaystyle a=3\cdot {\tfrac {1}{9}}={\tfrac {1}{3}}}, sodass die Summe
{\displaystyle 1+{\frac {a}{1-r}}=1+{\frac {\frac {1}{3}}{1-{\frac {4}{9}}}}={\frac {8}{5}}}
ist. Somit ist die Fläche der Kochschen Schneeflocke Faktor {\displaystyle {\tfrac {8}{5}}} der Fläche des Basisdreiecks.

### Harmonische Reihe und Zeta-Werte
Die {\displaystyle n}-te harmonische Zahl ist gegeben durch
{\displaystyle H_{n}=1+{\frac {1}{2}}+{\frac {1}{3}}+{\frac {1}{4}}+{\frac {1}{5}}+\cdots +{\frac {1}{n}}.}
Über die geometrische Reihe erhält man die Integralformel
{\displaystyle H_{n}=\sum _{k=1}^{n}{\frac {1}{k}}=\sum _{k=0}^{n-1}\left[{\frac {t^{k+1}}{k+1}}\right]_{0}^{1}=\int _{0}^{1}\sum _{k=0}^{n-1}t^{k}\mathrm {d} t=\int _{0}^{1}{\frac {1-t^{n}}{1-t}}\mathrm {d} t.}
Damit kann eine Ausweitung der harmonischen Zahlen auf komplexe Werte definiert werden: Für komplexe Werte {\displaystyle s} mit {\displaystyle \operatorname {Re} (s)>-1} kann man
{\displaystyle H_{s}=\int _{0}^{1}{\frac {1-t^{s}}{1-t}}\mathrm {d} t}
definieren, und es gilt
{\displaystyle H_{s-1}+{\frac {1}{s}}=H_{s},}
was rekursiv eine Berechnung für alle {\displaystyle s\in \mathbb {C} \setminus \{-1,-2,\ldots \}} ermöglicht. Es gilt {\displaystyle H_{s}=\psi _{0}(s+1)+\gamma } mit der Digammafunktion {\displaystyle \psi _{0}} und der Euler-Mascheroni-Konstanten {\displaystyle \gamma }.
Zudem folgt, als direkte Verallgemeinerung der oberen Überlegungen, über Anwendung der geometrischen Reihe die Multiintegraldarstellung
{\displaystyle \zeta (n)=\sum _{k=1}^{\infty }{\frac {1}{k^{n}}}=\int _{0}^{1}\int _{0}^{1}\cdots \int _{0}^{1}{\frac {\mathrm {d} x_{1}\mathrm {d} x_{2}\cdots \mathrm {d} x_{n}}{1-x_{1}x_{2}\cdots x_{n}}},\qquad (n>1).}
Hierbei bezeichnet {\displaystyle \zeta (s)} die Riemannsche Zeta-Funktion. Die eng verwandte, ebenfalls über die geometrische Reihe gewonnene Identität
{\displaystyle -\int _{0}^{1}\int _{0}^{1}{\frac {\log(xy)}{1-xy}}(xy)^{r}\mathrm {d} x\,\mathrm {d} y=2\left(\zeta (3)-\sum _{k=1}^{r}{\frac {1}{k^{3}}}\right),\qquad (r\in \mathbb {N} ),}
spielt bei einem Beweis der Irrationalität der Apéry-Konstante {\displaystyle \zeta (3)} eine wichtige Rolle.

### Unendliche Reihen

#### Quotienten- und Wurzelkriterium
Ist {\displaystyle \textstyle \sum _{n=1}^{\infty }a_{n}} eine Reihe mit {\displaystyle a_{n}\not =0} für alle bis auf endlich viele {\displaystyle n} und existiert eine Zahl {\displaystyle 0<q<1} mit
{\displaystyle \left|{\frac {a_{n+1}}{a_{n}}}\right|\leq q}
für alle bis auf endlich viele {\displaystyle n}, besagt das Quotientenkriterium dann, dass unter diesen Voraussetzungen {\displaystyle \textstyle \sum _{n=1}^{\infty }a_{n}} absolut konvergiert. Bewiesen kann dies unter Anwendung der geometrischen Reihe gezeigt werden. Für hinreichend große {\displaystyle n\geq N} gilt
{\displaystyle |a_{n}|\leq |a_{n-1}|q\leq |a_{n-2}|q^{2}\leq \ldots \leq |a_{N}|q^{n-N}={\frac {|a_{N}|}{q^{N}}}q^{n}.}
Damit stellt die absolut konvergente geometrische Reihe {\displaystyle \textstyle \sum _{n=N}^{\infty }{\frac {|a_{N}|}{q^{N}}}q^{n}} eine Majorante zu {\displaystyle \textstyle \sum _{n=N}^{\infty }a_{n}} dar, womit die Aussage durch das Majorantenkriterium folgt.
Durch eine ähnliche Argumentation, wieder unter Anwendung des Majorantenkriteriums und der geometrischen Reihe, kann das Wurzelkriterium gezeigt werden.

#### Potenzreihen
Auch in der Theorie der Potenzreihen nimmt die geometrische Reihe die Rolle einer Majorante ein. Grob gesagt ist die Idee, eine allgemeine Potenzreihe {\displaystyle \textstyle \sum _{n=0}^{\infty }a_{n}q^{n}} durch die geometrische Reihe {\displaystyle \textstyle \sum _{n=0}^{\infty }q^{n}} zu „imitieren“. Eine wichtige Aussage in diesem Kontext ist die Existenz eines Konvergenzradius für Potenzreihen: Für jede formale Potenzreihe {\displaystyle F(q)=\textstyle \sum _{n=0}^{\infty }a_{n}q^{n}} existiert eine eindeutig bestimmte Zahl {\displaystyle 0\leq R\leq \infty }, so dass {\displaystyle F(q)} für alle {\displaystyle |q|<R} konvergiert und für alle {\displaystyle |q|>R} divergiert. Dabei ist die Menge der {\displaystyle q} mit {\displaystyle |q|<0} bzw. {\displaystyle |q|>\infty } per definitionem leer. Setzt man
{\displaystyle R:=\sup\{\varrho \geq 0\colon (a_{n}\varrho ^{n})_{n\in \mathbb {N} _{0}}\quad {\text{ist Nullfolge}}\},}
so existiert für alle {\displaystyle \varrho <\varrho _{1}<R} eine Abschätzung für {\displaystyle |q|\leq \varrho }:
{\displaystyle |a_{n}q^{n}|\leq \left|a_{n}\varrho _{1}^{n}{\frac {\varrho ^{n}}{\varrho _{1}^{n}}}\right|\leq M_{\varrho _{1}}\cdot \left({\frac {\varrho }{\varrho _{1}}}\right)^{n}}
für eine nur von {\displaystyle \varrho _{1}} (und natürlich der Potenzreihe als ganze) abhängigen Konstanten {\displaystyle M_{\varrho _{1}}>0}. Damit hat man
{\displaystyle \sum _{n=0}^{\infty }|a_{n}q^{n}|\leq M_{\varrho _{1}}\sum _{n=0}^{\infty }\left({\frac {\varrho }{\varrho _{1}}}\right)^{n}<\infty },
also muss die Potenzreihe {\displaystyle \textstyle \sum _{n=0}^{\infty }a_{n}q^{n}} in letzter Konsequenz für alle {\displaystyle |q|<R} nach dem Majorantenkriterium konvergieren. Wegen des Nullfolgenkriteriums ist sie ferner nach Konstruktion für alle {\displaystyle |q|>R} divergent. Damit zeigt sich, dass allgemeine Potenzreihen stets auf Kreisscheiben konvergieren, gerade weil die spezielle geometrische Reihe dies als Potenzreihe tut.
Mit der geometrischen Reihe kann in manchen Fällen auch etwas über das Konvergenzverhalten von Potenzreihen mit Konvergenzradius 1 am Rand ihres Konvergenzbereichs ausgesagt werden. Das Konvergenzverhalten im Rand ist im Allgemeinen ein schwieriges Problem, da es sehr unterschiedliche Ausprägungen haben kann, und es gibt keine allgemeingültige und zugleich anwendbare Methode, Antworten zu finden. Ist jedoch {\displaystyle \textstyle \sum _{n=0}^{\infty }a_{n}q^{n}} eine Potenzreihe mit Konvergenzradius 1, so dass {\displaystyle a_{n}\to 0} und {\displaystyle \textstyle \sum _{n=0}^{\infty }|a_{n}-a_{n+1}|<\infty } (was zum Beispiel dann zutrifft, wenn die {\displaystyle a_{n}} eine monotone Nullfolge bilden), konvergiert {\displaystyle \textstyle \sum _{n=0}^{\infty }a_{n}q^{n}} in jedem Randpunkt {\displaystyle |q|=1} mit {\displaystyle q\not =1}. Gesehen werden kann dies mittels partieller Summation: Wegen der geometrischen Summenformel
{\displaystyle \left|\sum _{n=u}^{v}q^{n}\right|=\left|{\frac {q^{u}-q^{v+1}}{1-q}}\right|\leq {\frac {|q^{u}|+|q^{v+1}|}{|1-q|}}={\frac {2}{|1-q|}}}
ist die Folge der Partialsummen {\displaystyle \textstyle A_{u,v}:=\sum _{n=u}^{v}q^{n}} für {\displaystyle |q|=1} und {\displaystyle q\not =1} im Absolutwert gleichmäßig in {\displaystyle u} und {\displaystyle v} durch den Wert {\displaystyle {\tfrac {2}{|1-q|}}} beschränkt. Damit folgt mit partieller Summation für {\displaystyle N\geq M} über die Dreiecksungleichung
{\displaystyle \left|\sum _{n=M}^{N}a_{n}q^{n}\right|=\left|a_{N+1}A_{M,N}+\sum _{k=M}^{N}A_{M,k}(a_{k}-a_{k+1})\right|\leq |a_{N+1}A_{M,N}|+\sum _{k=M}^{N}|A_{M,k}||a_{k}-a_{k+1}|\leq {\frac {2}{|1-q|}}\left(|a_{N+1}|+\sum _{k=M}^{N}|a_{k}-a_{k+1}|\right),}
womit {\displaystyle \textstyle \sum _{n=M}^{N}a_{n}q^{n}} für {\displaystyle M\to \infty } nach Voraussetzung (gleichmäßig in {\displaystyle N\geq M}) gegen 0 strebt. Damit muss {\displaystyle \textstyle \sum _{n=0}^{\infty }a_{n}q^{n}} nach dem Cauchy-Kriterium konvergieren.
Geometrische Reihen können auch dabei helfen, Koeffizienten von invertierten Potenzreihen zu berechnen. Ist (nach möglicher Normierung) eine formale Potenzreihe von der Form
{\displaystyle P(q)=1-\sum _{n=1}^{\infty }a_{n}q^{n}}
gegeben, so kann
{\displaystyle R(q)={\frac {1}{P(q)}}={\frac {1}{1-\sum _{n=1}^{\infty }a_{n}q^{n}}}}
erneut in eine formale Potenzreihe entwickelt werden. Die Koeffizienten lassen sich dann via sukzessiver Cauchy-Faltung formal durch die geometrische Reihe berechnen:
{\displaystyle R(q)=1+\left(\sum _{n=1}^{\infty }a_{n}q^{n}\right)+\left(\sum _{n=1}^{\infty }a_{n}q^{n}\right)^{2}+\left(\sum _{n=1}^{\infty }a_{n}q^{n}\right)^{3}+\cdots .}
Anwendung hat dies unter anderem in der Theorie der Bernoulli-Zahlen (etwa im Umfeld von Rekursionsformeln). Analoge Überlegungen existieren auch für Dirichlet-Reihen, etwa im Umfeld der Produktkompositionen.
Geometrische Reihen spielen auch eine wichtige Rolle in der Theorie der Lambert-Reihen, die mit der Theorie der Potenzreihen verwandt ist.

#### Summierbarkeit
Eine möglicherweise nicht konvergente Reihe {\displaystyle \textstyle \sum _{n=0}^{\infty }a_{n}} heißt Abel-summierbar gegen den Grenzwert {\displaystyle A}, falls die zugehörige Potenzreihe {\displaystyle \textstyle \sum _{n=0}^{\infty }a_{n}x^{n}} für alle {\displaystyle |x|<1} konvergiert und ferner
{\displaystyle \lim _{x\to 1^{-}}\sum _{n=0}^{\infty }a_{n}x^{n}=A}
gilt. Abel selbst konnte zeigen, dass gewöhnliche Konvergenz von {\displaystyle \textstyle \sum _{n=0}^{\infty }a_{n}} bereits Abel-Summierbarkeit impliziert und die Grenzwerte übereinstimmen. In diesem Kontext wird die folgende Quotientenformel mit der geometrischen Reihe und {\displaystyle \textstyle s_{n}:=\sum _{k=0}^{n}a_{k}} genannt,
{\displaystyle \sum _{n=0}^{\infty }a_{n}x^{n}={\frac {\sum _{n=0}^{\infty }s_{n}x^{n}}{\sum _{n=0}^{\infty }x^{n}}},}
wobei der hintere Ausdruck für {\displaystyle s_{n}\to A} als ein „asymptotischer Mittelwert“ interpretiert werden kann.

### Funktionentheorie

#### Explizite Taylor-Reihen
Taylor-Reihen zu einigen Funktionen können mittels der geometrischen Reihe berechnet werden. Das betrifft zum Beispiel die natürliche Logarithmusfunktion
{\displaystyle -\log(1-x)=\int _{0}^{x}{\frac {\mathrm {d} t}{1-t}}=\int _{0}^{x}\sum _{n=0}^{\infty }t^{n}\mathrm {d} t=\sum _{n=0}^{\infty }{\frac {x^{n+1}}{n+1}}=x+{\frac {x^{2}}{2}}+{\frac {x^{3}}{3}}+{\frac {x^{4}}{4}}+{\frac {x^{5}}{5}}+\cdots ,\qquad (|x|<1).}
Dabei wurde im letzten Schritt die Summe gliedweise integriert. Etwas Ähnliches gilt auch für die Arkustangensfunktion:
{\displaystyle \arctan(x)=\int _{0}^{x}{\frac {\mathrm {d} t}{1+t^{2}}}=\int _{0}^{x}\sum _{n=0}^{\infty }(-1)^{n}t^{2n}\mathrm {d} t=\sum _{n=0}^{\infty }(-1)^{n}{\frac {x^{2n+1}}{2n+1}}=x-{\frac {x^{3}}{3}}+{\frac {x^{5}}{5}}-{\frac {x^{7}}{7}}+{\frac {x^{9}}{9}}-\cdots ,\qquad (|x|<1).}
Mit dem Leibniz-Kriterium und dem Abelschen Grenzwertsatz folgt damit die Leibniz-Reihe:
{\displaystyle \sum _{n=0}^{\infty }{\frac {(-1)^{n}}{2n+1}}=1-{\frac {1}{3}}+{\frac {1}{5}}-{\frac {1}{7}}+{\frac {1}{9}}-{\frac {1}{11}}+{\frac {1}{13}}-\cdots =\arctan(1)={\frac {\pi }{4}}.}

#### Rationale Funktionen
Die geometrische Reihe bildet den Grundstock für einige Untersuchungen rationaler Funktionen. In etwa spielt sie, bzw. allgemein die Taylor-Reihen zu {\displaystyle z\mapsto (1-z)^{-m}} um {\displaystyle z=0}, eine wichtige Rolle bei der Bestimmung der Taylor-Koeffizienten rationaler Funktionen. Hat die rationale Funktion
{\displaystyle r(z)=\sum _{j=1}^{n}\sum _{h=1}^{m_{j}}{\frac {a_{j,h}}{(z-z_{j})^{h}}}}
paarweise verschiedene Polstellen in {\displaystyle z_{1},\cdots ,z_{n}} und strebt für {\displaystyle |z|\to \infty } gegen 0, so ist ihre Taylor-Reihe um einen Punkt {\displaystyle z_{0}\notin \{z_{1},\ldots ,z_{n}\}} stets von der Form
{\displaystyle r(z)=\sum _{k=0}^{\infty }a_{k}(z-z_{0})^{k},}
wobei
{\displaystyle a_{k}=\sum _{j=1}^{n}p_{j}(k)(z_{j}-z_{0})^{-k},} mit den Polynomen {\displaystyle p_{j}(k)=\sum _{h=1}^{m_{j}}(-1)^{h}a_{j,h}{\frac {(z_{j}-z_{0})^{-h}}{(h-1)!}}(k+1)_{h-1}.}
Dabei bezeichnet {\displaystyle (x)_{n}:=x(x-1)\cdots (x-n+1)} die fallende Faktorielle. Es gilt auch die Umkehrung, d. h. Taylor-Koeffizienten dieser Art erzeugen rationale Funktionen. Unmittelbare Anwendung hat dieses sehr allgemeine Prinzip beim Auflösen von Differenzengleichungen. Ein Beispiel in diesem Kontext ist die explizite Formel von Binet für die Fibonacci-Folge {\displaystyle (f_{n})}:
{\displaystyle f_{n}={\frac {1}{\sqrt {5}}}\left(\left({\frac {1+{\sqrt {5}}}{2}}\right)^{n}-\left({\frac {1-{\sqrt {5}}}{2}}\right)^{n}\right).}

#### Cauchyscher Entwicklungssatz
Ein zentrales Resultat der Funktionentheorie ist, dass holomorphe Funktionen analytisch sind. Das bedeutet, dass sie in jedem Punkt ihres (offenen) Definitionsbereichs in eine Potenzreihe entwickelt werden können, die in einer offenen Kreisscheibe konvergiert und dort die Funktion darstellt. Präziser gilt der Cauchysche Entwicklungssatz: Ist {\displaystyle c\in U} mit offenem {\displaystyle U}, {\displaystyle B_{r}(c)} die größte Kreisscheibe um {\displaystyle c} in {\displaystyle U} und {\displaystyle f\colon U\to \mathbb {C} } holomorph, so ist {\displaystyle f} um {\displaystyle c} in eine Taylorreihe {\displaystyle \textstyle \sum _{n=0}^{\infty }a_{n}(z-c)^{n}} entwickelbar, die in {\displaystyle B_{r}(c)} auf kompakten Teilmengen absolut und gleichmäßig konvergiert. Die Koeffizienten sind gegeben durch
{\displaystyle a_{n}={\frac {f^{(n)}(c)}{n!}}={\frac {1}{2\pi i}}\oint _{\partial B_{d}(c)}{\frac {f(w)}{(w-c)^{n+1}}}\mathrm {d} w}, wobei {\displaystyle 0<d<r.}
Dabei wird der Integrationsweg in mathematisch positiver Richtung einfach durchlaufen (siehe auch komplexes Kurvenintegral). Bemerkenswert ist die Tatsache, dass für den Beweis des Entwicklungssatzes lediglich die Reihenentwicklungen der Funktionen {\displaystyle z\mapsto (z-c)^{-n-1}} im Inneren des Integrals benötigt werden, was allgemein durch Ableitungen der geometrischen Reihe ausgedrückt werden kann, sowie Vertauschbarkeit von Summation und Integration. Für den Fall {\displaystyle k=0} wurde dies bereits 1831 von Cauchy durchgeführt.

#### Abschätzung von Taylor-Koeffizienten
Das Wachstum der Taylor-Koeffizienten einer Potenzreihe sagt etwas über das Wachstum der zugehörigen Funktion aus und umgekehrt. Um dies präziser zu fassen, ist es von Nutzen, die geometrische Reihe passend zu verallgemeinern. Mittels der Euler-Polynome {\displaystyle A_{m}(q)} erhält man für ganze Zahlen {\displaystyle m\geq 0}
{\displaystyle \sum _{n=1}^{\infty }n^{m}q^{n}={\frac {qA_{m}(q)}{(1-q)^{m+1}}}.}
Dabei gilt stets {\displaystyle |A_{m}(q)|\leq m!} für alle {\displaystyle |q|\leq 1}. Gilt nun {\displaystyle |a_{n}|\leq Mn^{m}} für die Koeffizienten einer Potenzreihe {\displaystyle \textstyle f(z):=\sum _{n=1}^{\infty }a_{n}q^{n}}, so ist {\displaystyle f} in der Einheitskreisscheibe {\displaystyle B_{1}(0)=\{z\in \mathbb {C} \colon |z|<1\}} eine holomorphe Funktion, und es folgt
{\displaystyle |f(q)|\leq \sum _{n=1}^{\infty }Mn^{m}|q|^{n}={\frac {M|q|A_{m}(|q|)}{|1-|q||^{m+1}}}\leq {\frac {Mm!}{(1-|q|)^{m+1}}}.}
Bis zu einem gewissen Grad kann diese Aussage umgekehrt werden. Mit Hilfe der Cauchyschen Integralformel folgt unter der Voraussetzung
{\displaystyle |f(q)|\leq {\frac {M}{(1-|q|)^{m}}}}
für ein {\displaystyle m\in \mathbb {N} _{0}} und alle {\displaystyle |q|<1} bereits für alle {\displaystyle 0<r<1} mit der Standardabschätzung für Integrale
{\displaystyle |a_{n}|=\left|{\frac {1}{2\pi i}}\oint _{\partial B_{r}(0)}{\frac {f(q)}{q^{n+1}}}\mathrm {d} q\right|\leq {\frac {M}{2\pi }}{\frac {2\pi r}{r^{n+1}(1-|r|)^{m}}}={\frac {M}{r^{n}(1-|r|)^{m}}}.}
Dabei wird die Integrationskurve, also der Kreis mit Mittelpunkt 0 und Radius {\displaystyle r}, in mathematisch positiver Richtung einfach umlaufen. Durch die spezifische Wahl von {\displaystyle r=1-{\tfrac {1}{n+1}}} erhält man wegen {\displaystyle (1-{\tfrac {1}{n+1}})^{-n}\leq e} insgesamt
{\displaystyle |a_{n}|\leq Me(n+1)^{m}\leq Me2^{m}n^{m}.}
Anwendung finden diese Überlegungen besonders im Kontext der Fourier-Reihen, etwa im Kontext von Modulformen und Dirichlet-Reihen.

### Trigonometrie
Die geometrische Reihe, bzw. ihre Partialsummen, kann dabei helfen, trigonometrische Identitäten zu beweisen. In der Praxis betrifft dies zum Beispiel unmittelbar den sog. Dirichlet-Kern
{\displaystyle D_{n}(x)=\sum _{k=-n}^{n}e^{ikx}=\left(1+2\sum _{k=1}^{n}\cos(kx)\right),}
der in der Fourier-Analysis Anwendung findet. Wegen der Rechenregel {\displaystyle e^{ikx}=(e^{ix})^{k}} sowie der Eulerschen Formel ergibt sich mit der geometrischen Reihe dann
{\displaystyle \sum _{k=-n}^{n}e^{ikx}={\frac {e^{-(n+{\frac {1}{2}})ix}-e^{(n+{\frac {1}{2}})ix}}{e^{-{\frac {ix}{2}}}-e^{\frac {ix}{2}}}}={\frac {-2i\sin((n+{\frac {1}{2}})x)}{-2i\sin({\frac {x}{2}})}}={\frac {\sin((n+{\frac {1}{2}})x)}{\sin({\frac {x}{2}})}},}
also die geschlossene Gestalt in Form eines Sinus-Quotienten.
Ein anderes Beispiel betrifft die Reihe
{\displaystyle \sum _{k=0}^{\infty }{\frac {\sin(kx)}{r^{k}}}={\frac {r\sin(x)}{1-2r\cos(x)+r^{2}}},\qquad (x\in \mathbb {R} ,|r|>1),}
die schon von Leonhard Euler studiert wurde. Der Beweis dafür ergibt sich aus der Tatsache, dass
{\displaystyle \sin(kx)={\frac {e^{ikx}-e^{-ikx}}{2i}},}
was eine Konsequenz der Eulerschen Formel ist. Wenn man dies in die ursprüngliche Reihe einsetzt, erhält man
{\displaystyle \sum _{k=0}^{\infty }{\frac {\sin(kx)}{r^{k}}}={\frac {1}{2i}}\left[\sum _{k=0}^{\infty }\left({\frac {e^{ix}}{r}}\right)^{k}-\sum _{k=0}^{\infty }\left({\frac {e^{-ix}}{r}}\right)^{k}\right].}
Dies ist die Differenz zweier geometrischer Reihen, und daher ist es eine einfache Anwendung der Formel für unendliche geometrische Reihen, die den Beweis vervollständigt.

### Zahlentheorie

#### Euler-Produkte
Im Umfeld der analytischen Zahlentheorie gehört das Euler-Produkt
{\displaystyle \zeta (s)=\sum _{n=1}^{\infty }{\frac {1}{n^{s}}}=\prod _{p\ {\text{Primzahl}}}{\frac {1}{1-{\frac {1}{p^{s}}}}}}
der Riemannschen Zeta-Funktion zu den bedeutendsten Formeln, da sie die Folge der Primzahlen mit einer vergleichsweise „einfach strukturierten“ analytischen Funktion in Verbindung bringt. Dabei gelten die angegebenen Formeln jedoch nur im eingeschränkten Bereich {\displaystyle \operatorname {Re} (s)>1}, wobei sich dies auf den Realteil der komplexen Zahl {\displaystyle s} bezieht. Durch Ausmultiplizieren und Anwendung der geometrischen Reihe
{\displaystyle 1+{\frac {1}{p^{s}}}+{\frac {1}{p^{2s}}}+{\frac {1}{p^{3s}}}+\dotsb ={\frac {1}{1-{\frac {1}{p^{s}}}}}}
mit {\displaystyle |p^{-s}|<1} erkennt man für die ersten {\displaystyle n} Primzahlen
{\displaystyle {\frac {1}{1-{\frac {1}{2^{s}}}}}\cdot {\frac {1}{1-{\frac {1}{3^{s}}}}}\cdot {\frac {1}{1-{\frac {1}{5^{s}}}}}\cdot \cdots \cdot {\frac {1}{1-{\frac {1}{p_{n}^{s}}}}}=\sum _{m=2^{a_{1}}3^{a_{2}}5^{a_{3}}\cdots p_{n}^{a_{n}} \atop a_{1},a_{2},a_{3},\dots ,a_{n}\geq 0}{\frac {1}{m^{s}}}.}
Nun kann man in dieser Formel {\displaystyle n} gegen unendlich laufen lassen und erhält
{\displaystyle \prod _{p\ {\text{Primzahl}}}{\frac {1}{1-{\frac {1}{p^{s}}}}}=\lim _{n\to \infty }\sum _{m=2^{a_{1}}3^{a_{2}}5^{a_{3}}\cdots p_{n}^{a_{n}}}{\frac {1}{m^{s}}}=\sum _{m=1}^{\infty }{\frac {1}{m^{s}}}=1+{\frac {1}{2^{s}}}+{\frac {1}{3^{s}}}+{\frac {1}{4^{s}}}+\cdots =\zeta (s),}
da jede Zahl {\displaystyle m} nach dem Fundamentalsatz der Arithmetik genau eine Zerlegung {\displaystyle m=2^{a_{1}}3^{a_{2}}5^{a_{3}}\cdots } besitzt. Somit folgt das Euler-Produkt im Bereich der absoluten Konvergenz der Reihe zu {\displaystyle \zeta (s)}. Das Euler-Produkt spielt eine zentrale Rolle in der Primzahltheorie, etwa dem Beweis des Primzahlsatzes und im Umfeld der Riemannschen Vermutung, eines der sieben Millennium-Probleme der Mathematik.
Dieses Argument verallgemeinert sich auf vollständig multiplikative zahlentheoretische Funktionen {\displaystyle a_{n}} (d. h. {\displaystyle a_{mn}=a_{m}a_{n}} für alle {\displaystyle m,n} und {\displaystyle a_{1}\not =0}) in Form der Identität
{\displaystyle \sum _{n=1}^{\infty }a_{n}=\prod _{p\ {\text{Primzahl}}}{\frac {1}{1-a_{p}}},}
die dann zutrifft, wenn die Reihe {\displaystyle \textstyle \sum _{n=1}^{\infty }a_{n}} absolut konvergiert.

#### Satz von Weyl über Gleichverteilung
Die geometrische Reihe spielt eine wichtige Rolle an einer kritischen Stelle im Beweis des Satzes von Weyl für Gleichverteilung. Bei diesem wird eine reelle Zahl {\displaystyle \alpha } gewählt und die Folge aller Vielfachen
{\displaystyle \alpha ,\quad 2\alpha ,\quad 3\alpha ,\quad 4\alpha ,\quad \ldots }
betrachtet. Daraus kann eine Folge mit Werten in {\displaystyle [0,1]} konstruiert werden mit der Gaußklammer
{\displaystyle a_{n}(\alpha ):=n\alpha -\lfloor n\alpha \rfloor .}
Der Satz von Weyl gibt eine Charakterisierung dafür, dass die Werte {\displaystyle a_{n}(\alpha )} im asymptotischen Sinne im Intervall {\displaystyle [0,1]} gleichverteilt ist. Dabei bedeutet „gleichverteilt“ präzise, dass für alle {\displaystyle 0\leq a<b\leq 1} bereits
{\displaystyle \lim _{N\to \infty }{\frac {|\{n\in \mathbb {N} \colon a_{n}(\alpha )\in (a,b),n\leq N\}|}{N}}=b-a.}
Dies trifft genau dann zu, falls {\displaystyle \alpha } eine irrationale Zahl ist. Die Richtung
{\displaystyle \alpha } rational {\displaystyle \implies } {\displaystyle a_{n}(\alpha )} nicht asymptotisch gleichverteilt
kann dabei schnell gesehen werden. Für die andere Richtung zeigt man dies über das Weyl-Kriterium, das besagt, dass eine Folge {\displaystyle \xi _{n}\in [0,1]} genau dann gleichverteilt ist, wenn
{\displaystyle \lim _{N\to \infty }{\frac {1}{N}}\sum _{n=1}^{N}e^{2\pi ik\xi _{n}}=0}
für alle ganzen Zahlen {\displaystyle k\not =0}. Der Beweis des Weyl-Kriteriums kann mit elementarer Fourier-Analysis geführt werden. Mit der 1-Periodizität der komplexen Exponentialfunktion {\displaystyle e^{2\pi ix}} erhält man für irrationale {\displaystyle \alpha } über die geometrische Summenformel
{\displaystyle {\frac {1}{N}}\sum _{n=1}^{N}e^{2\pi ika_{n}(\alpha )}={\frac {1}{N}}\sum _{n=1}^{N}e^{2\pi ik(n\alpha -\lfloor n\alpha \rfloor )}={\frac {1}{N}}\sum _{n=1}^{N}\left(e^{2\pi ik\alpha }\right)^{n}={\frac {e^{2\pi ik\alpha }}{N}}{\frac {1-e^{2\pi ik\alpha N}}{1-e^{2\pi ik\alpha }}},\quad } (wegen der Irrationalität von {\displaystyle \alpha } ist {\displaystyle \alpha k} für ganze {\displaystyle k\not =0} nie ganzzahlig, also insbesondere {\displaystyle e^{2\pi ik\alpha }\not =1}),
wobei der letzte Ausdruck für {\displaystyle N\to \infty } gegen 0 strebt.

#### Analytische Kombinatorik
Die geometrische Reihe findet häufige Anwendung in der analytischen Kombinatorik, zum Beispiel in der Theorie der Partitionen.
Ist {\displaystyle n} eine natürliche Zahl, so ist eine absteigende Kette {\displaystyle \lambda _{1}\geq \lambda _{2}\geq \lambda _{3}\geq \cdots } positiver ganzer Zahlen eine Partition von {\displaystyle n}, falls
{\displaystyle \lambda _{1}+\lambda _{2}+\lambda _{3}+\lambda _{4}+\cdots =n}
gilt. Die Anzahl der Partitionen von {\displaystyle n} wird mit {\displaystyle p(n)} bezeichnet, und formal gilt {\displaystyle p(0)=1}. Mit der geometrischen Reihe kann für die erzeugende Funktion der {\displaystyle p(n)} die Produktidentität
{\displaystyle \sum _{n=0}^{\infty }p(n)q^{n}=\prod _{n=1}^{\infty }{\frac {1}{1-q^{n}}}}
gezeigt werden. Diese verbindet die Partitionsfunktion über die Dedekindsche Etafunktion mit der Theorie der Modulformen und erlaubt es unter anderem, konvergente Reihen zu konstruieren, die als Grenzwerte {\displaystyle p(n)} haben. Sie tritt außerdem bei einer elementaren Abschätzung der Partitionsfunktion {\displaystyle p(n)} und beim Beweis von Identitäten wie
{\displaystyle \prod _{n=1}^{\infty }(1-q^{n})^{3}=\sum _{n=-\infty }^{\infty }(-1)^{n}q^{\frac {n^{2}+n}{2}}}
auf.
Die Theorie der Partitionen lässt sich erneut über die geometrische Reihe auf ähnliche Funktionen {\displaystyle p_{f}(n)} des Typs
{\displaystyle \sum _{n=0}^{\infty }p_{f}(n)q^{n}=\prod _{n=1}^{\infty }{\frac {1}{(1-q^{n})^{f(n)}}},}
mit Exponenten {\displaystyle f(n)\geq 0} verallgemeinern, die in verschiedensten zahlentheoretischen Kontexten auftreten.

### Integraldarstellungen
Mit der geometrischen Reihe kann eine Integraldarstellung für die Riemannsche Zeta-Funktion
{\displaystyle \zeta (s)=\sum _{n=1}^{\infty }{\frac {1}{n^{s}}},\qquad (\mathrm {Re} (s)>1)}
gewonnen werden. Grundlage dieser Darstellung ist die eulersche Integral-Darstellung der Gamma-Funktion
{\displaystyle \Gamma (s)=\int _{0}^{\infty }e^{-x}x^{s-1}\mathrm {d} x,\qquad (\mathrm {Re} (s)>0),}
aus der nach der Substitution {\displaystyle x=tn} mit {\displaystyle n=1,2,3,\dotsc } und Division durch {\displaystyle n^{s}} nach beidseitigem Summieren über die geometrische Reihe der Ausdruck
{\displaystyle \zeta (s)\Gamma (s)=\sum _{n=1}^{\infty }\int _{0}^{\infty }e^{-nt}t^{s-1}\mathrm {d} t=\int _{0}^{\infty }{\frac {t^{s-1}}{e^{t}-1}}\mathrm {d} t}
hervorgeht. Diese Darstellung von {\displaystyle \zeta (s)\Gamma (s)} gilt naturgemäß nur auf der Halbebene {\displaystyle \{s\in \mathbb {C} \colon \operatorname {Re} (s)>1\}}. Die zweite Integraldarstellung von {\displaystyle \zeta (s)\Gamma (s)} bezeichnet man auch als die Mellin-Transformation von {\displaystyle {\tfrac {1}{e^{t}-1}}}. Dass das Vertauschen von Summe und Integral möglich ist, kann mit absoluter Konvergenz und dem Satz von Lebesgue begründet werden.
Eine Anwendung dieses Integrals betrifft die analytische Fortsetzung der Riemannschen Zeta-Funktion auf ganz {\displaystyle \mathbb {C} \setminus \{1\}} (mit einer einfachen Polstelle in {\displaystyle s=1}). Entscheidendes Hilfsmittel ist die Existenz einer Laurent-Entwicklung der (zunächst nur für {\displaystyle t>0} definierten) geometrischen Reihe
{\displaystyle \sum _{n=1}^{\infty }e^{-nt}={\frac {1}{e^{t}-1}}=\sum _{\nu =0}^{\infty }{\frac {B_{\nu }}{\nu !}}t^{\nu -1}={\frac {1}{t}}-{\frac {1}{2}}+{\frac {t}{12}}-{\frac {t^{3}}{720}}+\cdots \qquad (0<|t|<2\pi )}
in Termen der Bernoulli-Zahlen {\displaystyle B_{\nu }}.

### Algebraische Geometrie
Innerhalb der algebraischen Geometrie tritt die geometrische Reihe im Kontext von Hasse-Weil-Zetafunktionen des projektiven Raums {\displaystyle \mathbb {P} ^{N}} über dem algebraischen Abschluss eines endlichen Körpers {\displaystyle \mathbb {F} _{q}} auf (wobei {\displaystyle q} eine Primzahlpotenz ist). Für die Anzahl der {\displaystyle \mathbb {F} _{q^{n}}}-rationalen Punkte {\displaystyle \mathbb {P} ^{N}(\mathbb {F} _{q^{n}})} folgt
{\displaystyle |\mathbb {P} ^{N}(\mathbb {F} _{q^{n}})|=\sum _{j=0}^{N}q^{nj}={\frac {q^{n(N+1)}-1}{q^{n}-1}},}
denn jeder Punkt {\displaystyle [x_{0},\ldots ,x_{N}]\in \mathbb {P} ^{N}(\mathbb {F} _{q^{n}})} bleibt unter Multiplikation mit einem Skalar aus {\displaystyle \mathbb {F} _{q^{n}}\setminus \{0\}} unverändert. Dies hat unmittelbare Auswirkungen auf die Hasse-Weil-Zetafunktion von {\displaystyle \mathbb {P} ^{N}/\mathbb {F} _{q}}, die folglich eine rationale Funktion der Gestalt
{\displaystyle Z(\mathbb {P} ^{N}/\mathbb {F} _{q};T)={\frac {1}{(1-T)(1-qT)\cdots (1-q^{N}T)}}}
ist.

## Verallgemeinerungen und Varianten

### Binomische Reihe
Die geometrische Reihe ist ein Spezialfall der binomischen Reihe
{\displaystyle (1-x)^{\alpha }=\sum _{n=0}^{\infty }{\alpha  \choose n}(-x)^{n}\qquad (|x|<1),}
die für alle {\displaystyle \alpha \in \mathbb {C} } gültig ist, wobei {\displaystyle \textstyle {\alpha  \choose n}} die verallgemeinerten Binomialkoeffizienten bezeichnen. Mit {\displaystyle \alpha =-1} erhält man
{\displaystyle {-1 \choose n}=(-1)^{n},}
also nach Einsetzen die geometrische Reihe:
{\displaystyle {\frac {1}{1-x}}=(1-x)^{-1}=\sum _{n=0}^{\infty }{-1 \choose n}(-x)^{n}=\sum _{n=0}^{\infty }(-1)^{n}(-1)^{n}x^{n}=\sum _{n=0}^{\infty }x^{n}.}

### Endliche Summenformeln
Die Partialsummen der geometrischen Reihe lassen sich im Umfeld der Faulhaberschen Formeln, welche von Johannes Faulhaber entdeckt wurden, verallgemeinern.
Beispiel 1: Die Partialsumme
{\displaystyle s_{n}=\sum _{k=0}^{n}q^{k}k}
hat für {\displaystyle q\neq 1} das Ergebnis
{\displaystyle s_{n}={\frac {nq^{n+2}-(n+1)q^{n+1}+q}{(q-1)^{2}}}}
und für {\displaystyle q=1} (vgl. Gaußsche Summenformel)
{\displaystyle s_{n}=\sum _{k=0}^{n}1^{k}k=\sum _{k=0}^{n}k={\frac {n(n+1)}{2}}}.
Die so entstehenden Werte {\displaystyle s_{n}} werden Dreieckszahlen genannt. Diese Formel ergibt sich auch aus der Formel für {\displaystyle q\neq 1} (mit zweifacher Anwendung der Regel von de L’Hospital) als deren Grenzwert für {\displaystyle q\to 1}.
Beispiel 2: Die Partialsumme
{\displaystyle s_{n}=\sum _{k=0}^{n}q^{k}k^{2}}
hat für {\displaystyle q\neq 1} das Ergebnis
{\displaystyle s_{n}={\frac {n^{2}q^{n+3}-(2n^{2}+2n-1)q^{n+2}+(n+1)^{2}q^{n+1}-q^{2}-q}{(q-1)^{3}}}}
und für {\displaystyle q=1} (vgl. Potenzsummen)
{\displaystyle s_{n}={\frac {n(n+1)(2n+1)}{6}}}.
Die auf die nun genannte Weise entstehenden Werte {\displaystyle s_{n}} werden Quadratische Pyramidalzahlen genannt.

### Verwandte Potenzreihen und spezielle Funktionen
Mittels der Euler-Polynome {\displaystyle A_{m}(q)} kann die verallgemeinerte Reihe {\displaystyle \textstyle \sum _{n=1}^{\infty }n^{m}q^{n}} für beliebige {\displaystyle m\in \mathbb {N} _{0}} direkt angegeben werden:
{\displaystyle \sum _{n=1}^{\infty }n^{m}q^{n}={\frac {qA_{m}(q)}{(1-q)^{m+1}}},\qquad (|q|<1).}
Allgemein stellt diese Variante für {\displaystyle |q|<1} für beliebige komplexe {\displaystyle s} die Definition des Polylogarithmus dar:
{\displaystyle \sum _{n=1}^{\infty }{\frac {q^{n}}{n^{s}}}={\text{Li}}_{s}(q).}

### Banach-Algebren
Die geometrische Summenformel ist sogar in jeder Banach-Algebra gültig, solange die Norm von {\displaystyle q} kleiner als eins ist; im Kontext linearer Operatoren spricht man auch von der Neumann-Reihe.
Im Besonderen betrifft dies Anwendungen in der Theorie der Matrizen. Dort kann man sich folgendes Prinzip zu Nutze machen:
Lässt sich eine Funktion {\displaystyle f(\lambda )} in dem Kreis {\displaystyle |\lambda -\lambda _{0}|<r} in eine Potenzreihe {\displaystyle \textstyle f(\lambda )=\sum _{n=0}^{\infty }a_{n}(\lambda -\lambda _{0})^{n}} entwickeln, so bleibt diese Darstellung richtig, wenn man {\displaystyle \lambda } durch eine Matrix {\displaystyle A} ersetzt, deren Eigenwerte im Innern des Konvergenzkreises der Reihe liegen.
Auf diese Weise kann man zum Beispiel das Matrixexponential erklären. Speziell erhält man für {\displaystyle m\times m}-Matrizen über die geometrische Reihe
{\displaystyle (I_{m}-A)^{-1}=\sum _{n=0}^{\infty }A^{n},}
falls alle Eigenwerte {\displaystyle \lambda _{k}} von {\displaystyle A} schon {\displaystyle |\lambda _{k}|<1} erfüllen. Dabei bezeichnet {\displaystyle I_{m}} die {\displaystyle m\times m}-Einheitsmatrix und {\displaystyle (I_{m}-A)^{-1}} die zu {\displaystyle I_{m}-A} inverse Matrix.

### Hypergeometrische Reihen
Eine Reihe {\displaystyle \textstyle \sum _{n=0}^{\infty }c_{n}} heißt hypergeometrische Reihe, wenn der Quotient {\displaystyle n\mapsto {\tfrac {c_{n+1}}{c_{n}}}} eine rationale Funktion in {\displaystyle n} ist. Durch Faktorisierungen der Polynome kann man ohne Beschränkung der Allgemeinheit
{\displaystyle {\frac {c_{n+1}}{c_{n}}}={\frac {(n+a_{1})(n+a_{2})\cdots (n+a_{p})x}{(n+b_{1})(n+b_{2})\cdots (n+b_{q})(n+1)}}}
schreiben. Damit gilt stets
{\displaystyle \sum _{n=0}^{\infty }c_{n}=c_{0}\sum _{n=0}^{\infty }{\frac {a_{1}^{\overline {n}}\cdots a_{p}^{\overline {n}}}{b_{1}^{\overline {n}}\cdots b_{q}^{\overline {n}}}}{\frac {x^{n}}{n!}}.}
Dabei bezeichnet {\displaystyle a^{\overline {n}}=a(a+1)\cdots (a+n-1)} die steigende Faktorielle.